# On Again-Off Again
Pour plus de détails, voir Fiche technique et Distribution.
On Again-Off Again est un film américain réalisé par Edward F. Cline, sorti en 1937.

## Fiche technique
- Titre : On Again-Off Again
- Réalisation : Edward F. Cline
- Scénario : Nat Perrin (en) et Benny Rubin (en)
- Photographie : Jack MacKenzie
- Montage : John Lockert
- Société de production : RKO Pictures
- Pays d'origine : États-Unis
- Format : Noir et blanc - 1,37:1
- Genre : Comédie et film musical
- Date de sortie : 1937

## Distribution
- Bert Wheeler : William Hobbs
- Robert Woolsey : Claude Horton
- Marjorie Lord : Florence Cole
- Patricia Wilder (en) : Gertie Green
- Esther Muir : Nettie Horton
- Paul Harvey : Mr. Applegate
- Russell Hicks : George Dilwig
- George Meeker : Tony
- Pat Flaherty : Mr Green
- Jack Carson : flic (non crédité)
- Ann Hovey : Cheerleader (non créditée)
- Frank O'Connor (non crédité)
- Arleen Whelan (non créditée)